# Simone de Beauvoir
Simone Lucie Ernestine Marie Bertrand (Simone) de Beauvoir (Parijs, 9 januari 1908 – aldaar, 14 april 1986) was een Franse filosoof, schrijver en feminist.

## Biografie
De Beauvoir was de oudste dochter uit een niet al te bemiddeld gezin. Toen zij twee jaar oud was, kreeg zij al godsdienstonderwijs van haar moeder. Later volgde ze onderwijs op een school die verbonden was aan een klooster. Desondanks maakte ze in haar latere leven haar eigen keuzes en geloofde niet in God, zonden en de vergeving van de zonden door God. In haar ogen waren mensen verantwoordelijk voor hun eigen daden en behoorden zij zich te verantwoorden jegens zichzelf en niet ten overstaan van een God.
Ze studeerde aan de Sorbonne literatuurwetenschap, wiskunde en filosofie, en volgde hierna een docentenopleiding aan de École normale supérieure. Daar leerde ze Jean-Paul Sartre kennen, die haar metgezel voor het leven zou worden. Sartre gaf haar de koosnaam Castor. Zij maakten de afspraak hun zelfstandigheid te behouden. Ook de seksuele omgang met anderen moest mogelijk zijn. Zij waren beiden tegen het huwelijk, dat ze bourgeois vonden. De Beauvoir werkte in het middelbaar onderwijs te Marseille en Sartre bleef in Parijs wonen. Hun afgesproken leefwijze heeft niet tot het laatst stand gehouden. Zowel in het werk van Sartre als in dat van De Beauvoir is de invloed van de ander merkbaar.
In de Tweede Wereldoorlog werd Sartre naar het front gestuurd. De scheiding viel De Beauvoir zwaar, al gaf deze haar literaire carrière een positieve wending. Hoewel ze al jaren bezig was haar schrijverstalent te ontwikkelen, schreef ze haar eerste roman (Primauté du spirituel) pas in 1937. De publicatie volgde pas veel later, in 1979. Haar tweede roman, L'Invitée (Nederlandse vertaling: 'Uitgenodigd'), verscheen in 1943, geïnspireerd op de ménage à trois bestaande uit Jean-Paul Sartre, Simone de Beauvoir zelf en Olga Kosakiewicz, een samenlevingsverband dat catastrofaal afliep.

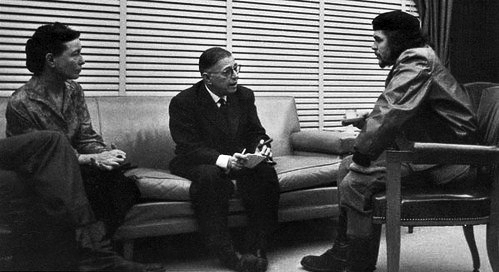
Ontmoeting van Simone de Beauvoir, Jean-Paul Sartre en Che Guevara op Cuba in 1960

Vanaf de Tweede Wereldoorlog interesseerde De Beauvoir zich voor politieke zaken. Deze speelden een belangrijke rol in haar oeuvre. Op latere leeftijd sloot zij zich aan bij de vrouwenbeweging. In 1943 kreeg De Beauvoir als lerares ontslag, waarna ze alle tijd had om zich volledig op het schrijven te richten. In 1944 werd haar roman Le sang des autres (Nederlandse versie: 'De anderen') gepubliceerd. Daarin schrijft zij: "Maar de mens is gedoemd te leven; zijn eigen leven te leven." Dat betekent dat de mens met zijn/haar eigen leven noodzakelijk indringt in het leven van de ander.
De literatuur van Simone de Beauvoir wordt gerekend tot het existentialisme, een stroming waarin ook Sartre en Albert Camus een prominente rol spelen. Het existentialisme gaat uit van ieders eigen verantwoordelijkheid voor zichzelf en de wereld om zich heen. Die verantwoordelijkheid kan niet worden afgeschoven op anderen of externe omstandigheden, of religieuze of sociale conventies. In 1946 verscheen De Beauvoirs roman Tous les hommes sont mortels (Nederlandse vertaling: 'Niemand is onsterfelijk'). Vanaf dat moment nam haar bekendheid grotere vormen aan, mede als gevolg van haar actieve politieke inzet.
In 1949 verscheen van haar hand Le deuxième sexe (Nederlandse vertaling: 'De tweede sekse', waarin zij pleit voor de economische onafhankelijkheid van de vrouw. De Beauvoir meende dat de positie van de vrouw al sinds 1919 niet meer verbeterd was. De gehuwde vrouw was volledig afhankelijk van de man en leefde volledig in een morele en psychische afhankelijkheid van de man; dat was onacceptabel. Haar meest bekende uitspraak valt in Le deuxième sexe te lezen: "Je bent niet als vrouw geboren, maar je wordt (tot) vrouw (gemaakt)": "On ne naît pas femme, on le devient"). Volgens De Beauvoir verschillen vrouwen niet van mannen door fysiologische of anatomische eigenschappen, maar het is de maatschappij die hen tot vrouw maakt. Volgens De Beauvoir zijn mannen niet in staat vrouwen tot volwaardige individuen te maken. Mannen leven alleen voor zichzelf en maken de vrouwen dienstbaar aan zichzelf. Zij verwijst naar de cartesiaanse filosoof François Poullain de La Barre (1647-1725): "Al wat door mannen over vrouwen is geschreven, is verdacht, omdat de man zowel de rechter, alsook zelf partij is in het geschil." Juist vanwege dit boek is Simone de Beauvoir de inspirator van het nieuwe feminisme.
In 1954 kwam haar roman Les Mandarins ('De Mandarijnen') uit, waarvoor De Beauvoir in datzelfde jaar de Prix Goncourt ontving. Het boek werd in 1958 gevolgd door haar memoires Mémoires d'une jeune fille rangée waarin zij de in haar bourgeois-omgeving heersende vooroordelen en vernederende tradities beschrijft en hoe zij zich daaraan als vrouw heeft weten te ontworstelen. Na de dood van haar moeder schreef De Beauvoir Une mort très douce, dat in 1964 is uitgebracht. Les belles images verscheen in 1966, en La vieillesse in 1970.

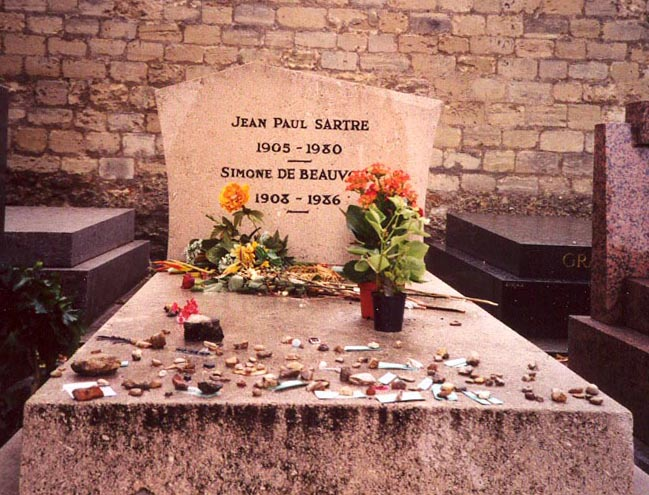
Graf van Beauvoir en Sartre

Simone de Beauvoir was erg geëmotioneerd toen Jean-Paul Sartre in 1980 overleed. Zij schreef daarna een heel persoonlijk en intiem verslag over de laatste tien jaren met hem: La Cérémonie des adieux: Jean-Paul Sartre. In 1983 ontving zij de jaarlijkse Deense Sonningprijs voor haar bijdrage aan de Europese cultuur en literatuur.
Zes jaar na de dood van Sartre overleed zijzelf in 1986 op 78-jarige leeftijd, lichamelijk en geestelijk geheel uitgeput als gevolg van haar tot op hoge leeftijd volgehouden intensieve levensstijl. Haar lichaam werd bijgezet in het graf van Sartre.
Vernoemd naar haar is de Simone de Beauvoir-prijs.

## Secundaire literatuur
- 1964 The sexually responsive woman; Phyllis Kronhausen | Eberhard Kronhausen en Simone de Beauvoir | Thérèse Cornips; (Ned. vert.: 1965; De vrouw en haar seksualiteit)
- De vogel heeft geen vleugels meer; van P. Schwiefert; (Ned. vert.: 1975 door: Evelien van Leeuwen)
- 1983 Simone de Beauvoir heute. Gespräche aus zehn Jahren; (Ned. vert.: Gesprekken met Simone de Beauvoir; door: José Rijnaarts)
- 1990 Journal de guerre; Sylvie Le Bon de Beauvoir
- Filosofie als passie; proefschrift; (Ned. vert.: 1992; door: Karen Vintges)
- 1979 Simone de Beauvoir; Josée Dayan | Malka Ribowska | Jean-Paul Sartre
- 2006 Tête-à-tête; Hazel Rowley; (Ned. vert.: 2006; Tête-à-tête; door: Rob van Essen)
- 2006 Jean-Paul Sartre, De Beauvoir, vrijheid en terreur; Frans de Haan, Uitg. Aspekt, ISBN 90-5911-344-6
- 2008. Alles welbeschouwd , essays over Simone de Beauvoir, red. Joke J. Hermsen, Uitgeverij Klement 2008.

## Filmografie
T = televisie
- Le' at Yote Hebr; regie: Avraham Heffner; cast: Avraham Ben-Yosef | Fanny Lubitsch
- 18 Hon ; T; Fras; regie: Josée Dayan; cast: Malka Ribowska | Pierre Zimmer
- 4 Le Sang des au Engels; 131 min.; regie: Claude Chabrol; cast: Jodie Foster | Michael On
- 1 Weil's solche enicht täglich gibt; T; Duits; 100 min.; regie: Frank Guthke; cast: Anja Franke |ristine ermayer; (naar het boek: La Femme rompue)
- 8 Una Donna ata; It.; min.; : Marco Letcast: Lea Massari | Erland Jose
- 1 All men aretal; Engels; 103 min.; regieng; cast: Irène Jacob | Stephen Rea

documentaires
- 1949 Désordre; 18 min.; regie: Jacques Baratier
- 1958 Derrière la grande muraille; 68 min.; regie: Robert Ménégoz
- 1967 Le Désordre à vingt ans; 60 min.; regie: Jacques Baratier; cast: Arthur Adamov | Antonin Artaud
- 1975 Maso et Miso vont en bateau; 55 min.; regie: Nadja Ringart | Carole Roussopoulos
- 1976 Sartre par lui-même; 191 min.; Alexandre Astruc | Michel Contat
- 1979 Simone de Beauvoir; 115 min.; regie: Josée Dayan